# Multinational Division Centre
Die Multinational Division Centre (MND - C) ist eine multinationale Division der NATO für die Region Ungarn, Slowakei und Kroatien, die ihr Hauptquartier in der Alba-Regia-Kaserne im ungarischen Székesfehérvár hat.

## Geschichte
Der Aufbau der Multinational Division Centre begann auf Initiative Ungarns in den Jahren 2018 und 2019 unter der Führung des ungarischen Brigadegenerals Zoltán Somogyi, der nach ihrer Aufstellung im August 2020 auch erster Stabschef wurde. Weiteres Personal wird insbesondere von den beiden nördlichen und westlichen Nachbarstaaten des Bündnisses gestellt.
Das Hauptquartier der Division wurde im Mai 2022 offiziell zu einem internationalen Hauptquartier als Bestandteil des NATO-Kräftedispositivs bestimmt.
Im März 2023 übernahm die MND-C die Führung der beiden NATO Force Integration Units Hungary (NFIU HUN) uns Slovakia (NFIU SLK).
Im Juni 2024 erfolgte die Unterstellung der MND-C unter das NATO Rapid Deployable Corps – Spain im spanischen Bétera und im Februar 2025 erlangte sie ihre volle Einsatztauglichkeit.

## Aufgaben
Die Aufgabe des Hauptquartiers der Multinationalen Division Centre ist die Rolle eines taktischen Führungs- und Steuerungselements, engl. Command and Control (C2), des Bündnisses im Zentrum des östlichen Mitteleuropas. Die Aufgaben umfassen die Koordination von Übungen und die Verbesserung des Situationsbewusstseins in der Region. Darüber hinaus ist eine wesentliche Aufgabe des Hauptquartiers kollektive Bündnisverteidigung (BV) gemäß Artikel 5 des NATO-Vertrags.

## Organisation
Nach seiner Aufstellung besteht das Hauptquartier (HQ) der Division zunächst nur aus dem Stab mit seinem Unterstützungselement. Später wurde die NFIU in Ungarn dem HQ unterstellt. Die Unterstellung der NATO-Battlegroups in Ungarn und in der Slowakei ist geplant.
Truppendienstlich sind die multinationalen Angehörigen ihren jeweiligen nationalen Streitkräften unterstellt.

## Kommandeure
Das Kommando wird routinemäßiger von einem Generalmajor geführt und rolliert zwischen den Partnern Ungarn und Kroatien im Wechsel mit der Stelle des Stellvertreters, einem Brigadegeneral. Der Chef des Stabes, ebenfalls im Rang eines Brigadegenerals, wird von Ungarn entsandt.
| Nr. | Name                         | Kommandeur von | Kommandeur bis |
| --- | ---------------------------- | -------------- | -------------- |
| 2.  | Generalmajor Tibor Králik    | 31. Juli 2023  |                |
| 1.  | Generalmajor Denis Tretinjak | August 2020    | 31. Juli 2023  |